# 塞納珀蒂縣
塞納珀蒂縣是印度的一個縣，位於該國東北部，由曼尼普爾邦負責管轄，面積3,269平方公里，識字率為75%，2011年人口354,772，人口密度每平方公里109人。

## 外部連結
- Official district government site （页面存档备份，存于）